# Chargaff-Regeln

A-T-Basenpaarung

G-C-Basenpaarung

Die Chargaff-Regeln beschreiben die Basenpaarung doppelsträngiger DNA.

## Eigenschaften
Die Chargaff-Regeln wurden von 1952 bis 1968 von Erwin Chargaff aufgestellt. Sie umfassen die Parität (gleiche Anzahl) von Nukleinbasen auf beiden DNA-Strängen zwischen Purinen und Pyrimidinen und die Parität zwischen Adenin und Thymin bzw. Guanin und Cytosin.
Die Chargaff-Regeln besitzen eine Gültigkeit für eukaryotische Chromosomen, bakterielle Chromosomen, Genome von doppelsträngigen DNA-Viren und archaeische Chromosomen. Sie gelten auch für mtDNA und DNA von Plastiden. Für einzelsträngige DNA-Viren oder RNA gelten die Chargaff-Regeln nicht. Wacław Szybalski zeigte in den 1960er Jahren, dass in den Genomen von manchen Bakteriophagen deutlich mehr A und G als C und T vorkommen.

### Erste Paritätsregel
%A = %T und %G = %C

### Zweite Paritätsregel
%A ≈ %T und %G ≈ %C, bei jedem der beiden Einzelstränge.
Eine Gültigkeit der zweiten Paritätsregel wurde auch für Codons postuliert:
Codons mit T.. sind paritätisch mit Codons mit ..A

Codons mit C.. sind paritätisch mit Codons mit ..G

Codons mit .T. sind paritätisch mit Codons mit .A.

Codons mit .C. sind paritätisch mit Codons mit .G.

Codons mit ..T sind paritätisch mit Codons mit A..

Codons mit ..C sind paritätisch mit Codons mit G..
Relative Anteile (%) der Nukleinbasen in DNA verschiedener Arten
 Ein Verhältnis, das vom 1:1-Verhältnis abweicht, deutet auf einzelsträngige DNA hin, z. B. beim Bakteriophagen φX174.
| Organismus  | %A   | %G   | %C   | %T   | A/T  | G/C  | %GC  | %AT  |
| ----------- | ---- | ---- | ---- | ---- | ---- | ---- | ---- | ---- |
| φX174       | 24,0 | 23,3 | 21,5 | 31,2 | 0,77 | 1,08 | 44,8 | 55,2 |
| Mais        | 26,8 | 22,8 | 23,2 | 27,2 | 0,99 | 0,98 | 46,1 | 54,0 |
| Kraken      | 33,2 | 17,6 | 17,6 | 31,6 | 1,05 | 1,00 | 35,2 | 64,8 |
| Huhn        | 28,0 | 22,0 | 21,6 | 28,4 | 0,99 | 1,02 | 43,7 | 56,4 |
| Wanderratte | 28,6 | 21,4 | 20,5 | 28,4 | 1,01 | 1,00 | 42,9 | 57,0 |
| Mensch      | 29,3 | 20,7 | 20,0 | 30,0 | 0,98 | 1,04 | 40,7 | 59,3 |
| Grashüpfer  | 29,3 | 20,5 | 20,7 | 29,3 | 1,00 | 0,99 | 41,2 | 58,6 |
| Seeigel     | 32,8 | 17,7 | 17,3 | 32,1 | 1,02 | 1,02 | 35,0 | 64,9 |
| Weizen      | 27,3 | 22,7 | 22,8 | 27,1 | 1,01 | 1,00 | 45,5 | 54,4 |
| Backhefe    | 31,3 | 18,7 | 17,1 | 32,9 | 0,95 | 1,09 | 35,8 | 64,4 |
| E. coli     | 24,7 | 26,0 | 25,7 | 23,6 | 1,05 | 1,01 | 51,7 | 48,3 |